# Yao Defen
Yao Defen (em língua chinesa: 姚德芬, em pinyin Yáo Défēn, 15 de julho de 1972 – 13 de novembro de 2012) foi a mulher mais alta do mundo. O Guinness Book tinha a estadunidense Sandy Allen como a mulher mais alta do mundo, até a morte da mesma em 13 de agosto de 2008. A partir daí a equipe do Guinness tem Defen como a mulher mais alta do mundo. Ela pesava 200 kg e tinha 2.34 m (7,8 pés) de altura. Seu gigantismo era devido a um tumor na sua glândula pituitária. Yao faleceu no dia 13 de novembro de 2012 em Zhunsheng, China, sua cidade natal, mas a notícia só veio a público no dia 4 de dezembro de 2012.